# Burgos CF
Burgos Club de Fútbol ist ein spanischer Fußballverein aus der Stadt Burgos. Derzeit spielt der Klub in der Segunda División.

## Geschichte

### Burgos CF
1922 wurde der Klub unter dem Namen Gimnástica Burgalesa gegründet, den gegenwärtigen Namen Burgos Club de Fútbol nahm er erst 1949 an. 1971 gelang schließlich erstmals der Aufstieg in die Primera División. Bedeutende Spieler jeder Zeit waren Flügelstürmer Juanito und Mittelfeldspieler Miguel Ángel Portugal, die beide später zu Real Madrid wechseln sollten. Insgesamt bestritt der Klub zwischen 1971 und 1980 sechs Saisons in der höchsten spanischen Spielklasse. Eine schwere finanzielle Krise führte allerdings 1983 zur Auflösung des Vereins.

### Real Burgos
Real Burgos CF trat 1983, ausgehend von der Amateurmannschaft von Burgos CF, die Nachfolge an. Die Mannschaft konnte sich zügig in höhere Spielklassen hocharbeiten und erreichte schließlich 1990 den erneuten Aufstieg in die Primera División. Drei Saisons lang hielt man sich dort und erreichte 1991/92, mit Platz neun, das beste Resultat der Klubgeschichte. Von 1992 bis 1994 wurde der Verein vom Niederländer Theo Vonk trainiert. Erneute wirtschaftliche Schwierigkeiten führten allerdings sukzessive zu einem Zwangsabstieg in die Tercera División und zur erneuten Auflösung des Klubs im Jahr 1994.

### Neugründung
1994 wurde Burgos Club de Fútbol unter der Führung von Präsident Jose María Quintano neu gegründet. Die Mannschaft startete in der Regionalliga, schaffte es aber bereits 1996 in die Tercera División und nur ein Jahr später in die Segunda División B. In der Saison 2001/02 bestritt der Klub schließlich sogar die Segunda División, stieg aber prompt wieder ab.

## Statistik
- Saisons in der Primera División: 9
- Saisons in der Segunda División: 22
- Beste Platzierung in der Primera División: 9. (1991/92)